# Сас Сергій Володимирович
Сергі́й Володи́мирович Са́с (нар. 7 серпня 1957, с. Єрмолаївка, Даурський район, Красноярський край, Росія) — український політик. Народний депутат України. Член партії Всеукраїнське об'єднання «Батьківщина». Суддя Конституційного Суду України у відставці (2014—2022; від Верховної Ради України). Командир Добровольчого формування територіальної громади міста Києва «Мрія» (з 8 березня 2022 року).

## Освіта
У 1980 році з відзнакою закінчив Львівський зооветеринарний інститут за фахом ветлікар, а у 1996 році — Національну юридичну академію України імені Ярослава Мудрого за спеціальністю «Правознавство».
Кандидат юридичних наук. Дисертація «Законодавство про регламент Верховної Ради України: проблеми теорії і практики» (Інститут законодавства Верховної Ради України, 2005).

## Кар'єра
З 1974 року по 1975 рік — різноробочий в Рейментарівському відділі Капітанівського бурякорадгоспу (Новомиргородський район Кіровоградської області).
Після закінчення Львівського зооветеринарного інституту і служби в армії переїхав в Кіровоградську область, де з 1982 року працював старшим ветеринаром обласної станції боротьби з хворобами тварин. Після працював у колгоспах. Протягом 1985 — 1987 років — заступник голови правління спецгоспу «Жовтень», з 1987 по 1996 рік — голова колективного сільськогосподарського підприємства «Мрія» Новомиргородського району Кіровоградської області.
Народний депутат України другого скликання, переміг на окрузі № 231 з результатом 25,42 % в першому турі і 73,9 % у другому, Був висунутий Селянською партією України (СелПУ). Був уповноваженим членом фракції СПУ і СелПУ. Голова підкомітету з питань економічної реформи в агропромисловому комплексі Комітету Верховної Ради України з питань економічної політики та управління народним господарством.
Народний депутат України третього скликання, був обраний за списками СПУ-СелПУ, (№ 24 у списку). На момент обрання — член президії вищої ради СелПУ. У 1999 році став членом фракції «Батьківщина». Заступник голови Комітету Верховної Ради України з питань Регламенту, депутатської етики та забезпечення діяльності Верховної Ради України.
Народний депутат України четвертого скликання, був обраний за списками Блоку Юлії Тимошенко (№ 18 у списку). Представляв виборчий блок в ЦВК. Під час президентських виборів 2004 року був довіреною особою кандидата Віктора Ющенка в ТВО № 102 Кіровоградської області. Після цього з лютого по вересень 2005 року обіймав посаду постійного представника Кабінету Міністрів України у Верховній Раді України. Перший заступник голови Комітету Верховної Ради України з питань Регламенту, депутатської етики та забезпечення діяльності Верховної Ради України.
Народний депутат України п'ятого скликання, був обраний за списками Блоку Юлії Тимошенко (№ 17 у списку) і шостого скликання (№ 17 у списку). Перший заступник голови Комітету Верховної Ради України з питань Регламенту, депутатської етики та забезпечення діяльності Верховної Ради України.
Народний депутат України сьомого скликання, був обраний за списками Всеукраїнського об'єднання «Батьківщина» (№ 47 у списку). Обіймав посади заступника голови фракції Всеукраїнського об'єднання «Батьківщина» і члена Комітету Верховної Ради України з питань законодавчого забезпечення правоохоронної діяльності.
13 березня 2014 року Верховна Рада України призначила його суддею Конституційного Суду.
7 грудня 2022 року Конституційний суд України звільнив Ірину Завгородню, Сергія Саса та Ігоря Сліденка з посади судді Конституційного суду України у відставку на підставі поданих ними заяв.

## Сім'я
Одружений, має двох дітей.